# Prag (Stuttgart)

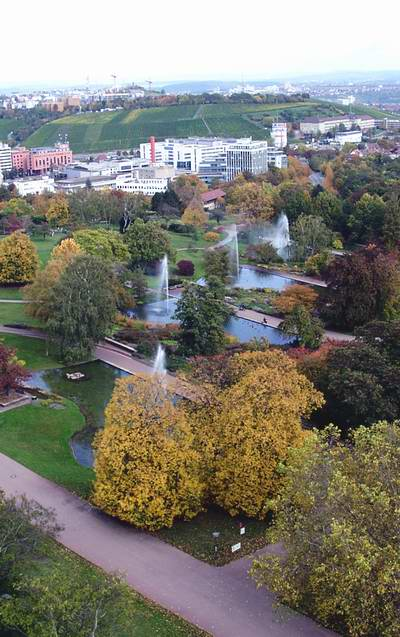
Blick vom Killesberg auf den Pragsattel

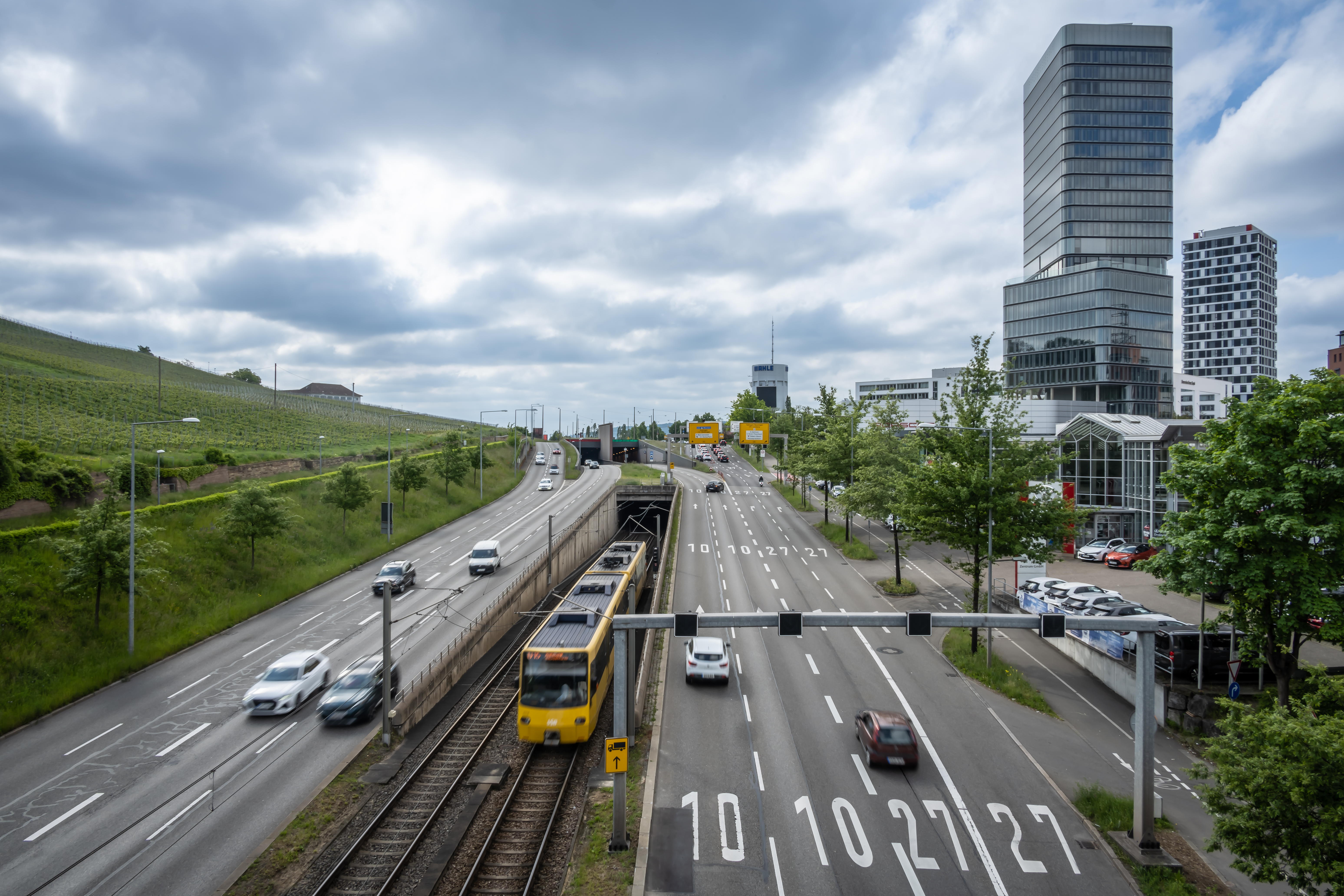
Nordwestportal des Pragsatteltunnels der B 10; unter der Zufahrt der Anfang des Stadtbahntunnels

Die Prag ist ein Höhenrücken nördlich der Stuttgarter Innenstadt zwischen dem Höhenpark Killesberg und dem Rosensteinpark. Der im Westen an Nordbahnhof und Pragfriedhof grenzende Stadtteil trägt den Namen Auf der Prag und gehört zum Stadtbezirk Stuttgart-Nord. Heute ist der durch überwiegend ältere Mehrfamilienhausbebauung geprägte Stadtteil sehr multikulturell und profitiert von seiner zentralen Lage und der Nähe zu den umliegenden Grünflächen.

## Geschichte des Namens
Der Name Prag gibt mitunter Anlass zu Verwechslungen mit der tschechischen Hauptstadt Prag. Wahrscheinlich stammt der Name vom keltischen Wort barg ab, das „Anhöhe“ oder „Nacken“ bedeutet. Eine andere Theorie verbindet Prag mit dem Wort Brache und verweist darauf, das im Norden liegende Gebiet sei nach der Rodung im 12. Jahrhundert wüst und leer gewesen, wie aus einer Urkunde aus dem Jahre 1481 ersichtlich.
Die erste urkundliche Erwähnung erfolgte 1292 mit Weinbergen apud Metingen Bri et Brage sitis. Sie muss vor allem im Zusammenhang mit dem zweitausend Jahre alten Prag-Pass (dem heutigen Pragsattel) gesehen werden, der schon zur Römerzeit als Verkehrsknoten in der Strecke von Straßburg über Pforzheim zum Kastell Cannstatt große Bedeutung erlangte, wie auch im Mittelalter durch die württembergische Haupt-Reichsstraße von Ulm nach Bruchsal. 1334 steht in Lagerbüchern des Esslinger Spitals wingart (Weingarten) sita uf Bragt.
Wir finden wechselnde Schreibweisen: 1345 Brak, 1350 Bragt, 1451 uff der Brackt, 1585 uff den lang und kurzen Brägdten. Erst ab 1700 verwandelt sich das B in ein P – auf Karten um 1900 ist aber auch noch die Schreibung Brag zu finden. Die Schreibung mit „P“ ist eine sogenannte hyperkorrekte Form, weil im Schwäbischen (aus standardsprachlicher Sicht oft unrichtig) anlautend „pr-“ immer als „br-“ artikuliert wird.

## Pragsattel und Straßentunnel

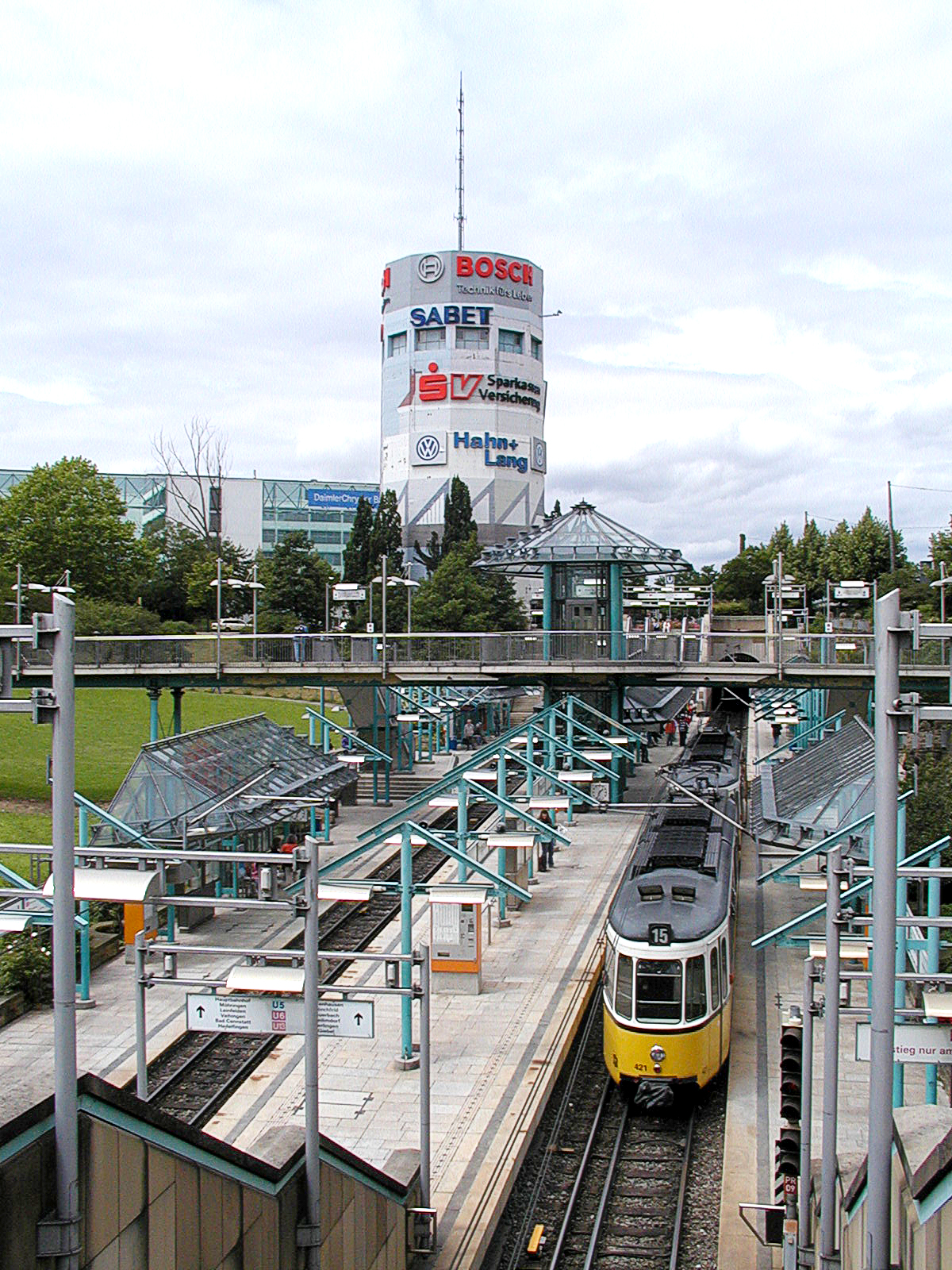
Die Haltestelle Pragsattel der Stadtbahn, im Hintergrund der Pragbunker

Der Pragsattel ist mit 305 m üNN der tiefste Punkt dieses Höhenrückens. Da sich hier die drei Bundesstraßen B 10, B 27 und B 295, die Zufahrt zum Killesberg sowie mehrere Stadtbahnlinien treffen, ist diese Kreuzung chronisch überlastet. Täglich befahren rund 110.000 Fahrzeuge die Kreuzung. Damit ist sie die verkehrsreichste Stuttgarts.
Aus diesem Grund wurde immer wieder umgebaut und erweitert: Die Haltestelle Pragsattel mit den sie bedienenden Stadt- und Straßenbahnlinien wurden in den 1980er Jahren in den Untergrund verlegt. Im Jahr 2002 begann man schließlich zwischen Pragstraße/Löwentor und Heilbronner Straße mit dem Bau des 720 m langen Pragsatteltunnels. Seit seiner Eröffnung am 6. Mai 2006 muss knapp die Hälfte des Gesamtverkehrsaufkommens (45.000 Fahrzeuge) auf der B 10 den Sattel nicht mehr befahren. Die Baukosten beliefen sich auf rund 100 Mio. €. Zudem ersetzt nun die 132 m lange Auerbachbrücke die alte Abzweigung zum Stadtteil Burgholzhof und zum Robert-Bosch-Krankenhaus; sie war bereits im Dezember 2003 fertiggestellt worden.

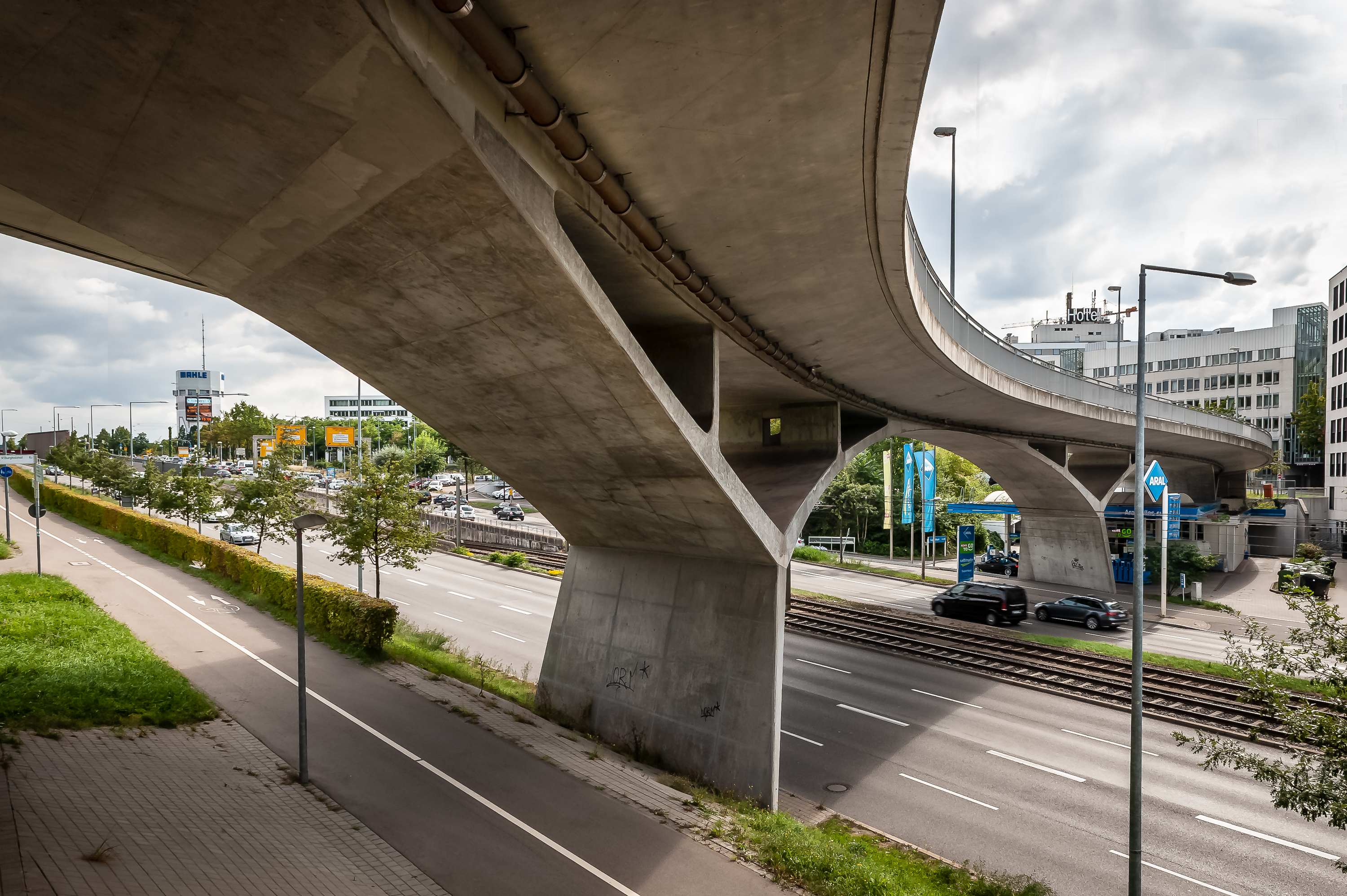
Auerbachbrücke über die Heilbronner Straße

Die Heilbronner Straße in Richtung Zuffenhausen wurde zwischen Pragsattel und Friedrichswahl (Stuttgart-Zuffenhausen) auf sechs bis acht Spuren ausgebaut. Künftig soll auch noch der Verkehr der B 295 von Feuerbach über die Borsigstraße und anschließend über die verbreiterte Heilbronner Straße umgeleitet werden. Damit wird dann der Verkehr auf der B 295 von Feuerbach nach Cannstatt zur B 10 durch den Tunnel des Pragsattels geführt und der oberirdische Teil der Kreuzung weiter entlastet werden. Dafür wird Zuffenhausen zusätzlich mit Abgasen belastet.
Auf der Cannstatter Seite des Sattels wurde, zur Kapazitätserhöhung der B 10, ein neuer Rosensteintunnel unter dem Rosensteinpark gebaut, um die Pragstraße zu entlasten.
Anfang der 2000er Jahre plante die TD Trump Deutschland AG hier einen 200 Meter hohen „Trump Tower Europe“ zu errichten. Die Planungen wurden vom Gemeinderat nicht genehmigt und die TD Trump Deutschland AG 2005 aufgelöst. Donald Trump scheiterte auch mit dem Versuch, gerichtlich von der Stadt Schadenersatz einzuklagen.

## Pragbunker
Markantester Punkt auf dem Pragsattel ist der Pragbunker, ein Hochbunker aus dem Zweiten Weltkrieg, der in der neueren Zeit mit einer großen Werbevideowand versehen wurde. Wegen der bis September 2013 weithin sichtbaren Werbung für die Firma Bosch wird er im Volksmund Bosch-Turm genannt. 2013 verlängerte Bosch, die kurz vorher auf dem Bosch-Parkhaus der neuen Stuttgarter Messe die weltgrößte Lichtreklame gebaut hatte, den Vertrag für ihre Lichtwerbung allerdings nicht mehr. An die Stelle des „Bosch“-Schriftzuges trat der Werbeschriftzug der Firma Mahle, deren Stammsitz sich nur wenige hundert Meter unterhalb des Turms an der Pragstraße (B 10) in Richtung Neckar befindet.
Der Bunker wurde von dem Architekten Paul Bonatz entworfen und ging 1942 in Betrieb. Ursprünglich war er für 2100 Leute gebaut worden, bot bei Angriffen aber bis zu 3000 Menschen Schutz. Auf dem Dach waren drei Zwei-Zentimeter-Flakgeschütze stationiert, deren Munition mit einem Aufzug nach oben befördert wurde. Der Bunker wurde während des Krieges nie getroffen.
Nach Ende des Krieges diente der Bunker als Männerwohnheim und bot in 51 Räumen 135 Personen Platz. Der letzte Bewohner zog 1964 aus. Anschließend wurde das Gebäude dem Zivilschutz unterstellt und für den Kalten Krieg zum Schutz vor ABC-Waffen umgebaut. Unter anderem wurde eine Messstelle für Radioaktivität installiert.

## Pragtunnel
Der Pragtunnel ist ein Eisenbahntunnel unter der Prag in Richtung Nordwest. Er schafft die Verbindung zwischen dem Stuttgarter Kopfbahnhof und den Bahntrassen nach Norden.

## Umgebung

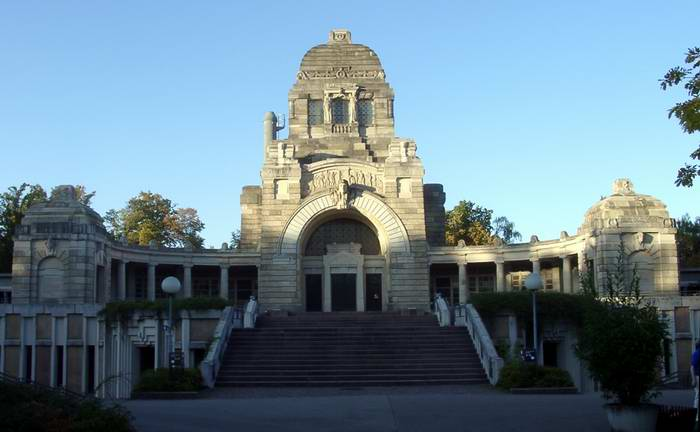
Jugendstil-Krematorium im Pragfriedhof

Westlich oberhalb der Prag liegt der Höhenpark Killesberg, das Gelände der Reichsgartenschau von 1939 und der Internationalen Gartenbauausstellung von 1993. Zu ihm gehört auch das Areal der ehemaligen Stuttgarter Messe.
Nach Osten fällt von der Prag das Gelände ab, hier liegen der Leibfriedsche Garten – danach folgt der Rosensteinpark, weiter unterhalb der zoologisch-botanische Garten Wilhelma im Stadtbezirk Bad Cannstatt am Ufer des Neckar.
Südlich unterhalb des Pragsattels liegt an der Heilbronner Straße der Pragfriedhof im Stadtteil „Am Pragfriedhof“. Er ist mit 20 ha einer der größten der Stadt und wurde im Jahre 1873 eröffnet. Von 1905 bis 1907 erbaute man dort im Jugendstil die zugehörige Feierhalle sowie das einzige Krematorium Stuttgarts.
Nördlich steht seit März 2003 an der Grenze zum Pragsattel (aber bereits im Stadtbezirk Feuerbach) das Theaterhaus Stuttgart.

## Sport
Bekanntester Sportverein des Stadtteils ist der SV Prag Stuttgart.